# Mentana
Mentana és un comune (municipi) de la ciutat metropolitana de Roma, a la regió italiana del Laci, situat a uns 29 km al nord-est de Roma. A 1 de gener de 2018 tenia 23.126 habitants.
Mentana limita amb els següents municipis: Fonte Nuova, Monterotondo, Palombara Sabina, Roma i Sant'Angelo Romano.

## Llocs d'interès
- El castell (c. 1000), que acull el Museu Arqueològic.
- Palazzo Crescenzio.
- Monument funerari de l'Appulei, un fris de travertí del segle ii aC.
- Museu del Risorgimento.
- Museu de Ciència.
- La Reserva Natural de Nomentum inclou el parc de Trentani i el "Macchia" (matoll de Maquis) de Gattacieca, les restes de la ciutat antiga i una necròpolis del segle viii aC.